# І
І і – litera alfabetu cyrylickiego używana do zapisu głoski [i] w języku białoruskim, ukraińskim i rusińskim oraz niektórych językach niesłowiańskich, takich jak kazachski, komi czy chakaski. Dawniej stosowana była także w języku rosyjskim, gdzie była pisana zamiast И и przed samogłoskami oraz Й й, a także w słowie міръ o znaczeniu "świat", żeby móc go odróżnić od миръ o znaczeniu "pokój". W 1918 r. została usunięta z alfabetu wraz z innymi literami. Jest oparta na greckiej literze Ι ι.
W systemie liczbowym cyrylicy ma wartość 10, stąd jej starsza nazwa "i diesiatiericznoje" ("i dziesiętne").
Nie należy jej mylić z literą I i w alfabecie łacińskim, albowiem mają inne oznaczenie w systemie Unikod, choć często wyglądają identycznie.

## Kodowanie
| Znak                   | І                                                | І                                                | і                                              | і                                              |
| ---------------------- | ------------------------------------------------ | ------------------------------------------------ | ---------------------------------------------- | ---------------------------------------------- |
| Nazwa w Unikodzie      | Cyrillic Capital Letter Byelorussian-Ukrainian I | Cyrillic Capital Letter Byelorussian-Ukrainian I | Cyrillic Small Letter Byelorussian-Ukrainian I | Cyrillic Small Letter Byelorussian-Ukrainian I |
| Kodowanie              | dziesiątkowo                                     | szesnastkowo                                     | dziesiątkowo                                   | szesnastkowo                                   |
| Unicode                | 1030                                             | U+0406                                           | 1110                                           | U+0456                                         |
| UTF-8                  | 208 134                                          | d0 86                                            | 209 150                                        | d1 96                                          |
| Odwołania znakowe SGML | &#1030;                                          | &#x0406;                                         | &#1110;                                        | &#x0456;                                       |
| Macintosh Cyrillic     | 167                                              | A7                                               | 180                                            | B4                                             |
| ISO 8859-5             | 166                                              | A6                                               | 246                                            | F6                                             |
| Windows-1251           | 178                                              | B2                                               | 179                                            | B3                                             |
| Code page 855          | 139                                              | 8B                                               | 138                                            | 8A                                             |
| KOI8-U                 | 182                                              | B6                                               | 166                                            | A6                                             |